# Fátima do Sul
Fátima do Sul, amtlich Município de Fátima do Sul, ist eine Stadt im brasilianischen Bundesstaat Mato Grosso do Sul in der Mesoregion Süd-West in der Mikroregion Dourados.

## Geografie

### Lage
Die Stadt liegt 248 km von der Hauptstadt des Bundesstaates (Campo Grande) und 1263 km von der Landeshauptstadt (Brasília) entfernt. Die Stadt grenzt an die Nachbarstädte Dourados, Caarapó, Vicentina, Glória de Dourados und Deodápolis.

### Klima
In der Stadt herrscht tropisches Wechselklima (Aw-Klima nach der Köppen-Geiger-Klassifikation).

### Gewässer
Die Stadt liegt am Rio Dourados, der zum Flusssystem des Río de la Plata gehören.

### Vegetation
Das Gebiet ist ein Teil der Cerrados (Savannen Zentralbrasiliens).

### Wirtschaft
Hauptwirtschaftszweig ist die Landwirtschaft.

### Religion
70 % der Einwohner sind römisch-katholisch, ca. 23 % gehören anderen christlichen Glaubensrichtungen an.

### Verkehr
Die Bundesstraße BR-376 führt durch die Stadt.

### Durchschnittseinkommen und HDI
Das Durchschnittseinkommen lag 2011 bei 12.723 Real, der Index der menschlichen Entwicklung (HDI) bei 0,714.

## Söhne und Töchter der Gemeinde
- Rose Modesto (* 1978), Politikerin